# Per Olof Hulth
Per Olof Hulth, född 2 juni 1943 i Bromma, död 26 februari 2015 i Nacka församling, var en svensk astrofysiker.
Hulth disputerade 1976 vid Stockholms universitet där han senare blev professor i experimentell astropartikelfysik. Hulth arbetade också vid CERN i Genève och medverkade både i AMANDA-projektet vid sydpolen och dess efterföljare IceCube, som syftar till att fånga in neutriner från galaxkärnor. Han var IceCube-projektets talesman 2001-2005.
Hulth invaldes 2004 som ledamot av Kungliga Vetenskapsakademien.
Han var ordförande i Föreningen Vetenskap och Folkbildning 1988–1998.
Per Olof Hulth var äldre bror till politikern Mats Hulth.